# Hat (Berehowe)
Hat (ukrainisch Гать; russisch Gat, ungarisch Gát, slowakisch Hať) ist ein Ort im Rajon Berehowe in der Oblast Transkarpatien in der westlichen Ukraine und liegt nördlich von Berehowe.
Der Ort wurde 1374 zum ersten Mal als Gát urkundlich erwähnt und wird zum Großteil von rund 3100 ungarischstämmigen Einwohnern auf einer Fläche von 4,15 km² bewohnt.
Bis 1919 gehörte der Ort zum Kaiserreich Österreich-Ungarn beziehungsweise Ungarn, danach als Teil der Karpato-Ukraine zur Tschechoslowakei. Mit der Annektierung kam es 1938–1945 wieder zu Ungarn, ab 1945 ist der Ort ein Teil der Sowjetunion beziehungsweise seit 1991 Teil der Ukraine.
Am 12. Juni 2020 wurde das Dorf ein Teil neu gegründeten Stadtgemeinde Berehowe im Rajon Berehowe; bis dahin bildete es zusammen mit dem Dorf Tschykosch-Horonda (Чикош-Горонда) die Landratsgemeinde Hat (Гатянська сільська рада/Hatjanska silska rada).